# Kevin Phillips (calciatore)
Kevin Mark Phillips (Hitchin, 25 luglio 1973) è un allenatore di calcio ed ex calciatore inglese, di ruolo attaccante, vincitore della Scarpa d'oro nel 2000.

## Carriera
Phillips detiene il record del maggior numero di gol segnati con la maglia del Sunderland dal dopoguerra ad oggi, dopo aver superato il precedente record di Gary Rowell. Phillips, inoltre, ha giocato nel Watford, nel Southampton e nell'Aston Villa. Il suo ruolo preferito è quello di attaccante centrale al fianco di un realizzatore, ruolo che fu la base dei suoi successi al Sunderland, pur avendo comunque trovato successo al fianco di attaccanti di diverso tipo.
Phillips è famoso per i suoi exploit nelle realizzazioni, ma ha cominciato la carriera al Baldock Town come difensore destro, dopo essere stato scartato dal Southampton all'epoca delle giovanili, perché ritenuto troppo gracile fisicamente.
Nella stagione 1999-2000 Phillips, segnando 30 reti, ha vinto il titolo di capocannoniere della Premier League e la Scarpa d'Oro come miglior realizzatore europeo della stagione, succedendo a Mário Jardel.
Nell'estate 2011 passa al Blackpool. Segna i suoi primi due gol con i Tangerines nella vittoria per 2-1 contro il Peterborough. Nel gennaio 2013 viene ceduto in prestito al Crystal Palace, con cui centra la finale playoff di Championship contro il Watford, decisa per altro da un suo rigore nei tempi supplementari.
Nel luglio 2013 sigla il prolungamento del contratto col Crystal Palace, il che lo porterà ad essere, all'età di 40 anni, il terzo calciatore più anziano della Premier League nella stagione 2013-2014, dopo i portieri Brad Friedel e Mark Schwarzer. Il 31 dicembre rescinde il contratto che lo legava al Crystal Palace.
Il 15 gennaio 2014 firma un contratto di sei mesi con il Leicester City.

## Statistiche

### Presenze e reti nei club
| Stagione               | Squadra                | Campionato             | Campionato | Campionato | Coppe nazionali | Coppe nazionali | Coppe nazionali | Coppe continentali | Coppe continentali | Coppe continentali | Altre coppe | Altre coppe | Altre coppe | Totale | Totale |
| Stagione               | Squadra                | Comp                   | Pres       | Reti       | Comp            | Pres            | Reti            | Comp               | Pres               | Reti               | Comp        | Pres        | Reti        | Pres   | Reti   |
| ---------------------- | ---------------------- | ---------------------- | ---------- | ---------- | --------------- | --------------- | --------------- | ------------------ | ------------------ | ------------------ | ----------- | ----------- | ----------- | ------ | ------ |
| 1994-1995              | Watford                | FD                     | 16         | 9          | FACup+CdL       | 0+0             | 0               | -                  | -                  | -                  | -           | -           | -           | 16     | 9      |
| 1995-1996              | Watford                | FD                     | 27         | 11         | FACup+CdL       | 2+2             | 0+1             | -                  | -                  | -                  | -           | -           | -           | 31     | 12     |
| 1996-1997              | Watford                | SD                     | 16         | 4          | FACup+CdL       | 0+0             | 0               | -                  | -                  | -                  | FLT         | 2           | 0           | 18     | 4      |
| Totale Watford         | Totale Watford         | Totale Watford         | 59         | 24         |                 | 4               | 1               |                    | 0                  | 0                  |             | 2           | 0           | 65     | 25     |
| 1997-1998              | Sunderland             | FD                     | 43+3       | 29+2       | FACup+CdL       | 2+0             | 4               | -                  | -                  | -                  | -           | -           | -           | 48     | 35     |
| 1998-1999              | Sunderland             | FD                     | 26         | 23         | FACup+CdL       | 1+5             | 0+2             | -                  | -                  | -                  | -           | -           | -           | 32     | 25     |
| 1999-2000              | Sunderland             | PL                     | 36         | 30         | FACup+CdL       | 2+0             | 0               | -                  | -                  | -                  | -           | -           | -           | 38     | 30     |
| 2000-2001              | Sunderland             | PL                     | 34         | 14         | FACup+CdL       | 4+4             | 2+2             | -                  | -                  | -                  | -           | -           | -           | 42     | 18     |
| 2001-2002              | Sunderland             | PL                     | 37         | 11         | FACup+CdL       | 1+1             | 1+1             | -                  | -                  | -                  | -           | -           | -           | 39     | 13     |
| 2002-2003              | Sunderland             | PL                     | 32         | 6          | FACup+CdL       | 4+0             | 3               | -                  | -                  | -                  | -           | -           | -           | 36     | 9      |
| Totale Sunderland      | Totale Sunderland      | Totale Sunderland      | 211        | 115        |                 | 24              | 15              |                    | 0                  | 0                  |             | 0           | 0           | 235    | 130    |
| 2003-2004              | Southampton            | PL                     | 34         | 12         | FACup+CdL       | 1+0             | 0               | CU                 | 2                  | 1                  | -           | -           | -           | 37     | 13     |
| 2004-2005              | Southampton            | PL                     | 30         | 10         | FACup+CdL       | 4+2             | 2+1             | -                  | -                  | -                  | -           | -           | -           | 36     | 13     |
| Totale Southampton     | Totale Southampton     | Totale Southampton     | 64         | 22         |                 | 7               | 3               |                    | 2                  | 1                  |             | 0           | 0           | 73     | 26     |
| 2005-2006              | Aston Villa            | PL                     | 23         | 4          | FACup+CdL       | 2+2             | 0+1             | -                  | -                  | -                  | -           | -           | -           | 27     | 5      |
| 2006-2007              | West Bromwich          | FLC                    | 36+3       | 16+3       | FACup+CdL       | 3+1             | 3+0             | -                  | -                  | -                  | -           | -           | -           | 43     | 22     |
| 2007-2008              | West Bromwich          | FLC                    | 35         | 22         | FACup+CdL       | 3+0             | 2               | -                  | -                  | -                  | -           | -           | -           | 38     | 24     |
| Totale West Bromwich   | Totale West Bromwich   | Totale West Bromwich   | 74         | 41         |                 | 7               | 5               |                    | 0                  | 0                  |             | 0           | 0           | 81     | 46     |
| 2008-2009              | Birmingham City        | FLC                    | 36         | 14         | FACup+CdL       | 0+2             | 0               | -                  | -                  | -                  | -           | -           | -           | 38     | 14     |
| 2009-2010              | Birmingham City        | PL                     | 19         | 4          | FACup+CdL       | 4+1             | 0               | -                  | -                  | -                  | -           | -           | -           | 24     | 4      |
| 2010-2011              | Birmingham City        | PL                     | 14         | 1          | FACup+CdL       | 4+2             | 2+1             | -                  | -                  | -                  | -           | -           | -           | 20     | 4      |
| Totale Birmingham City | Totale Birmingham City | Totale Birmingham City | 69         | 19         |                 | 13              | 3               |                    | 0                  | 0                  |             | 0           | 0           | 82     | 22     |
| 2011-2012              | Blackpool              | FLC                    | 38+3       | 16+0       | FACup+CdL       | 4+0             | 1               | -                  | -                  | -                  | -           | -           | -           | 45     | 17     |
| 2012-gen. 2013         | Blackpool              | FLC                    | 18         | 2          | FACup+CdL       | 1+0             | 0               | -                  | -                  | -                  | -           | -           | -           | 19     | 2      |
| Totale Blackpool       | Totale Blackpool       | Totale Blackpool       | 59         | 18         |                 | 5               | 1               |                    | 0                  | 0                  |             | 0           | 0           | 64     | 19     |
| gen.-giu. 2013         | Crystal Palace         | FLC                    | 14+2       | 6+1        | FACup+CdL       | 0               | 0               | -                  | -                  | -                  | -           | -           | -           | 16     | 7      |
| 2013-gen. 2014         | Crystal Palace         | PL                     | 4          | 0          | FACup+CdL       | 0+1             | 0               | -                  | -                  | -                  | -           | -           | -           | 5      | 0      |
| Totale Crystal Palace  | Totale Crystal Palace  | Totale Crystal Palace  | 20         | 7          |                 | 1               | 0               |                    | 0                  | 0                  |             | 0           | 0           | 21     | 7      |
| gen.-giu. 2014         | Leicester City         | FLC                    | 12         | 2          | FACup+CdL       | 0               | 0               | -                  | -                  | -                  | -           | -           | -           | 12     | 2      |
| Totale Carriera        | Totale Carriera        | Totale Carriera        | 591        | 252        |                 | 65              | 29              |                    | 2                  | 1                  |             | 2           | 0           | 660    | 282    |

### Presenze e reti in nazionale
| Cronologia completa delle presenze e delle reti in nazionale ― Inghilterra | Cronologia completa delle presenze e delle reti in nazionale ― Inghilterra | Cronologia completa delle presenze e delle reti in nazionale ― Inghilterra | Cronologia completa delle presenze e delle reti in nazionale ― Inghilterra | Cronologia completa delle presenze e delle reti in nazionale ― Inghilterra | Cronologia completa delle presenze e delle reti in nazionale ― Inghilterra | Cronologia completa delle presenze e delle reti in nazionale ― Inghilterra | Cronologia completa delle presenze e delle reti in nazionale ― Inghilterra |
| Data                                                                       | Città                                                                      | In casa                                                                    | Risultato                                                                  | Ospiti                                                                     | Competizione                                                               | Reti                                                                       | Note                                                                       |
| -------------------------------------------------------------------------- | -------------------------------------------------------------------------- | -------------------------------------------------------------------------- | -------------------------------------------------------------------------- | -------------------------------------------------------------------------- | -------------------------------------------------------------------------- | -------------------------------------------------------------------------- | -------------------------------------------------------------------------- |
| 28-4-1999                                                                  | Budapest                                                                   | Ungheria                                                                   | 1 – 1                                                                      | Inghilterra                                                                | Amichevole                                                                 | -                                                                          | 83’                                                                        |
| 10-11-1999                                                                 | Sunderland                                                                 | Inghilterra                                                                | 2 – 1                                                                      | Belgio                                                                     | Amichevole                                                                 | -                                                                          | 58’                                                                        |
| 23-2-2000                                                                  | Londra                                                                     | Inghilterra                                                                | 0 – 0                                                                      | Argentina                                                                  | Amichevole                                                                 | -                                                                          | 78’                                                                        |
| 27-5-2000                                                                  | Londra                                                                     | Inghilterra                                                                | 1 – 1                                                                      | Brasile                                                                    | Amichevole                                                                 | -                                                                          | 84’                                                                        |
| 3-6-2000                                                                   | Ta' Qali                                                                   | Malta                                                                      | 1 – 2                                                                      | Inghilterra                                                                | Amichevole                                                                 | -                                                                          | 59’                                                                        |
| 15-11-2000                                                                 | Torino                                                                     | Italia                                                                     | 1 – 0                                                                      | Inghilterra                                                                | Amichevole                                                                 | -                                                                          | 72’                                                                        |
| 10-11-2001                                                                 | Manchester                                                                 | Inghilterra                                                                | 1 – 1                                                                      | Svezia                                                                     | Amichevole                                                                 | -                                                                          | 58’                                                                        |
| 13-2-2002                                                                  | Amsterdam                                                                  | Paesi Bassi                                                                | 1 – 1                                                                      | Inghilterra                                                                | Amichevole                                                                 | -                                                                          | 46’                                                                        |
| Totale                                                                     |                                                                            | Presenze                                                                   | 8                                                                          |                                                                            | Reti                                                                       | 0                                                                          |                                                                            |

## Palmarès

### Club

#### Competizioni nazionali
- Football League Championship: 3

Sunderland: 1998-1999
West Bromwich: 2007-2008
Leicester City: 2013-2014
- Coppa di Lega inglese: 1

Birmingham City: 2010-2011

### Individuale
- Capocannoniere della Premier League: 1

1999-2000 (30 gol)
- Capocannoniere della Football League Championship: 1

1997-1998 (29 gol)
- Scarpa d'oro: 1

1999-2000
- EFL Awards: 1

Championship Player of the Year 2008